# Mundharmonika-Konzert (Villa-Lobos)
Das Konzert für Mundharmonika und Orchester des brasilianischen Komponisten Heitor Villa-Lobos entstand 1955 und war ein Auftragswerk des US-amerikanischen Mundharmonika-Spielers John Sebastian sen. (1914–1980).
Es wurde am 27. Oktober 1959 in Jerusalem uraufgeführt. Den Orchesterpart übernahm das Kol Israel Orchestra, die Leitung hatte George Singer.
Nach der Uraufführung geriet das Konzert in Vergessenheit. Viele Jahre später interessierte sich der Mundharmonika-Spieler Tommy Reilly für die Noten. Erst 1979 konnte das Konzert mit der London Sinfonietta und David Atherton erstmals eingespielt werden. Zuvor existierte bereits eine Produktion des Bayerischen Rundfunks mit Tommy Reilly als Solist und dem Münchner Rundfunkorchester unter der Leitung von Kurt Eichhorn.
Das Werk trägt die Satzbezeichnungen:
I. Allegro moderato
II. Andante
III. Allegro